# Lauris
Lauris är en kommun i departementet Vaucluse i regionen Provence-Alpes-Côte d'Azur i sydöstra Frankrike. Kommunen ligger i kantonen Cadenet som tillhör arrondissementet Apt. År 2022 hade Lauris 3 929 invånare.

## Befolkningsutveckling
Antalet invånare i kommunen Lauris
| Referens: INSEE |